# Gyenyisz Boriszovics Glusakov
Gyenyisz Boriszovics Glusakov (oroszul: Денис Борисович Глушаков; Millerovo, Szovjetunió, 1987. január 27. –) orosz válogatott labdarúgó, aki jelenleg a Szpartak Moszkvában játszik középpályásként. Az orosz válogatott tagjaként ott volt a 2012-es Európa-bajnokságon.

## Pályafutása
Glusakov 1998-ban a CSZKA Moszkva ifiakadémiájára került, de mindössze egy év után távozott, és a Nika Moszkva fiataljai között folytatta. 2005-ben került fel az első csapathoz, ugyanebben az évben leigazolta a Lokomotyiv Moszkva. Eleinte nem tudott bekerülni az első csapatba, ezért kölcsönben megjárta a SZKA Rosztov-na-Donut és a Zvezda Irkutszkot. Visszatérése után fontos tagja lett a Lokomotyivnak.

## Válogatott
Glusakov 2011. március 29-én, Katar ellen mutatkozott be az orosz válogatottban. Október 11-én, egy Andorra elleni Eb-selejtezőn megszerezte első gólját. Bekerült a 2012-es Európa-bajnokságra utazó keretbe.

## Fordítás
- Ez a szócikk részben vagy egészben  a   Denis Glushakov című angol Wikipédia-szócikk fordításán alapul.  Az eredeti cikk szerkesztőit annak laptörténete sorolja fel. Ez a jelzés csupán a megfogalmazás eredetét és a szerzői jogokat jelzi, nem szolgál a cikkben szereplő információk forrásmegjelöléseként.

## Külső hivatkozások
- Adatlapja a Lokomotyiv Moszkva honlapján